# Cantonul Noyelles-sous-Lens
Cantonul Noyelles-sous-Lens este un canton din arondismentul Lens, departamentul Pas-de-Calais, regiunea Nord-Pas-de-Calais, Franța.

## Comune
| Comune              | Populație (1999) | Cod poștal | Cod INSEE |
| ------------------- | ---------------- | ---------- | --------- |
| Billy-Montigny      | 8 018            | 62420      | 62133     |
| Fouquières-lès-Lens | 6 600            | 62740      | 62351     |
| Noyelles-sous-Lens  | 7 041            | 62221      | 62628     |